# Erdős-féle árkuszszinusztörvény
Az Erdős-féle árkuszszinusz törvény azt állítja, hogy egy szám prímosztói árkuszszinusz-eloszlásúak. A tétel névadója Erdős Pál.
A törvény a következőt mondja ki: nevezzük valamely n szám j-edik p prímtényezőjét (a prímszámok sorban értendők) „kicsinek”, ha log log p < j. Ekkor a végtelen felé tartó x határon belül bármely fix u paraméterre igaz, hogy az x-nél kisebb olyan n egész számok aránya, melyeknek kevesebb, mint u log log n kis prímtényezője van, a
{\displaystyle {\frac {2}{\pi }}\arcsin {\sqrt {u}}} értékhez konvergál.

## Fordítás
- Ez a szócikk részben vagy egészben  az   Erdős arcsine law című angol Wikipédia-szócikk ezen változatának fordításán alapul.  Az eredeti cikk szerkesztőit annak laptörténete sorolja fel. Ez a jelzés csupán a megfogalmazás eredetét és a szerzői jogokat jelzi, nem szolgál a cikkben szereplő információk forrásmegjelöléseként.